# Share My World
A Share My World című dal az ausztrál Jason Donovan 2007-ben megjelent kislemeze, mely albumra nem került fel, és csupán az angol kislemezlista 118.  helyére került.[forrás?] A dal nem volt túl sikeres. A szám az előadó visszatérésének alkalmából készült, pozitív kisugárású promó dal volt az újrakezdésről, melyet a Tesco áruházakban és több magazin műsorban és reggeli műsorban is előadott, akusztikus változatban. 
CD Single  Egyesült Királyság ZJA Records – none
1. Share My World 3:43
2. Share My World (Instrumental) 3:43
3. Share My World (Backing track with vocals) 3:43

## Külső hivatkozások
- A dal a Deezer oldalán [2]
- A dal a last fm oldalán [3]